# Bouquet garni

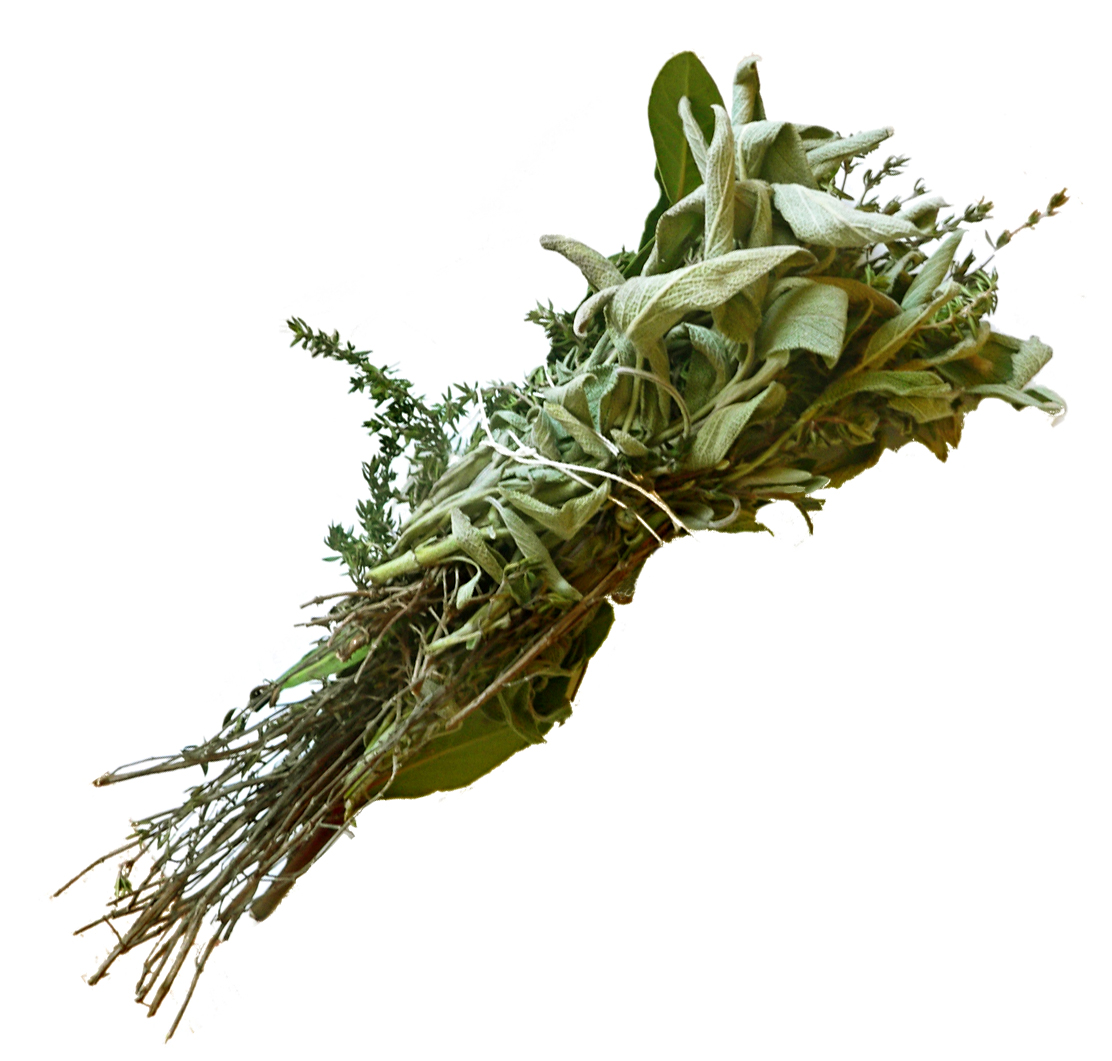
Bouquet garni z tymiánu, bobkového listu a šalvěje.

Bouquet garni (z francouzštiny, doslova „zdobená kytice“) je svazek bylinek obvykle převázaných provázkem, který se používá při přípravě polévek, vývarů a nejrůznějších dušených pokrmů. Bouquet garni se vaří společně s ostatními přísadami, čímž jídlu dodává bylinkovou chuť a vůni, ale před podáváním pokrmu je potřeba ho odstranit.
Neexistuje žádný obecný recept, ale většinou obsahuje petržel, tymián a bobkový list. V závislosti na konkrétním použití může zahrnovat také bazalku, krvavec, kerblík, rozmarýn, pepř, saturejku a estragon. Někdy se používá i zelenina, například mrkev, celer – řapíkatý (stonek nebo listy) i kořen, pórek, cibule a kořen petržele.
Vždy se také nemusí jednat o provázkem upevněný svazeček, ale o směs bylinek v malém pytlíčku z jemné gázy či komerčně vyráběných pytlících podobných čajovým nebo směs v sítku na čaj.